# Disporella stellata
Disporella stellata is een mosdiertjessoort uit de familie van de Lichenoporidae.